# ロバート・ステュアート (オールバニ公)
オールバニ公爵ロバート・ステュアート（英語: Robert Stewart, Duke of Albany、1340年頃 - 1420年9月3日）は、スコットランドの王族。ステュアート朝の開祖であるスコットランド王ロバート2世の三男。惰弱な兄ロバート3世、イングランドに拿捕されてスコットランドに不在だった甥ジェームズ1世の在位中に摂政としてスコットランドの国政を主導した。

## 経歴

### 生い立ち
1340年頃、後にスコットランド王となるロバート2世の三男として生まれる。母はエリザベス・ミュア。ロバート3世は同母兄にあたる。
1361年にメンティス女伯爵マーガレット・グラハムと結婚し、妻の権利でメンティス伯爵の称号を称されるようになり、父が即位した後の1371年3月30日にファイフ伯爵に叙位されたが、1372年3月6日にこれを辞した。
1383年から1407年まで式部長官（Great Chamberlain）を務めた。

### ロバート3世の摂政として
1390年に身体障碍者で病弱な兄ロバート3世が即位すると兄に代わって国政を主導するようになった。ガーディアンあるいはレフテナントと呼ばれる摂政の立場についた。
ロバート3世の病状が幾分か回復した1394年に彼は摂政から解かれ、国王親政が開始され、ロバート3世の長男ロスシー公デイヴィッド・ステュアートがスコットランド王国統監に任命されて主導権を握った。ロバート3世は弟の不満を抑えるために1394年7月24日に彼をバカン伯爵、1398年4月28日にオールバニ公に叙位した。
1401年には無能なロスシー公が様々な問題行動を起こして、オールバニ公の所領フォークランドのフォークランド宮殿に幽閉されることになったが、ロスシー公は1402年3月26日にそこで死去した。そのため、王位簒奪を狙うオールバニ公によってロスシー公が故意に餓死させられたという噂が出回った。スコットランド議会から査問を受けたが、結局ロスシー公の死は「神の摂理によるもの」と結論されて公的には疑惑は晴らされた。そして事件後、オールバニ公の権力は再び高まっていった。
しかし事件後もロスシー公暗殺疑惑は消えず、気弱なロバート3世はオールバニ公に表立って詰問することはできなかったが、疑心暗鬼を強め、1406年春に三男ジェームズ（後のジェームズ1世）をオールバニ公の手の届かないところに置いておこうとフランスへ送った。しかしその途中にイングランドの海賊に拿捕され、イングランド国王ヘンリー4世のもとへ送られた。以降ジェームズ1世は1424年までイングランドで幽閉され続けることになり、スコットランドを不在にする。この事件もオールバニ公の王位簒奪の陰謀だったのではという噂が流れた。

### オールバニ公統治時代
事件後間もない1406年4月にロバート3世が崩御。スコットランド議会は不在のジェームズ1世を新国王、オールバニ公を引き続き摂政と宣言した。国王不在によりオールバニ公は以前にもまして強力な摂政権力を手にした。国王も同然に振舞い、自らの名を刻印した王璽を用い、その文書の冒頭には「王の臣民たちへ」ではなく「我が臣民たちへ」を用いた。そのためかイングランドとのジェームズ1世解放へ向けた交渉も積極的ではなかった。
スコットランド南部を領する国内最有力貴族ダグラス伯爵ダグラス家と協定を結び、また他の国内貴族からも支持を得るために王領地を続々と貴族に譲ることで権力基盤を固めた。
1412年にはスコットランド最初の大学であるセント・アンドルーズ大学を創設した。フランスが1408年にアヴィニョンの対立教皇ベネディクトゥス13世の支持を放棄したため、スコットランド人学生がフランスの大学から排除される可能性があり、その対策のためにベネディクトゥス13世から教書をもらって創設した大学である。またこの創設はジョン・ウィクリフの徒ロラード派の活動を抑えるためでもあった。
また議会を重んじ、当時としては異例の毎年1回の議会招集を行った。
乱世の中にあってスコットランドをうまく切り盛りしたため、「オールバニ公はスコットランドから受けたものより以上の物をスコットランドに与えた」と評された。
貴族の横暴や弟、甥の不行跡に苦しみながらも最期まで摂政としての務めを果たし、1420年9月3日にスターリング城で死去。80歳だった。毀誉褒貶はあるが、スコットランドを秩序ある状態に保つことができた余人に代えがたい人物だった。
その死後、議会はオールバニ公の長男マードック・ステュアートを後継の摂政に指名した。しかし彼が継いだ頃から反オールバニ勢力が強まり、国王の帰還を求める声が強まり、イングランドもフランスとの連携を強めるオールバニ公よりジェームズを帰国させて王にした方が御しやすいと見て釈放に傾きはじめたのでオールバニ公爵家の権力は弱まっていった。そしてジェームズ帰国後の1425年5月にマードックはじめオールバニ公爵家はジェームズによってことごとく粛清されるに至った。

## 子女
オールバニ公は2度結婚した。最初は1361年にメンティス女伯爵マーガレット・グラハム(1334–1380)と結婚。彼女との間に以下の7人の娘と1人の息子を儲けた。
- ジャネット・ステュアート(Janet Stewart) デイヴィッド・モウブレーと結婚
- メアリー・ステュアート(Mary Stewart) ウィリアム・アバーネシーと結婚
- マーガレット・ステュアート(Margaret Stewart) ジョン・スウィントン（英語版）と結婚
- ジョアン・ステュアート (Joan Stewart) ローン卿（英語版）ロバート・ステュアートと結婚
- ベアトリス・ステュアート(Beatrice Stewart) 第7代ダグラス伯爵（英語版）ジェイムズ・ダグラス（英語版）と結婚
- イゾベル・ステュアート(Isobel Stewart) 第7代ロス伯爵（英語版）アレグザンダー・レズリー（英語版）、のちハリバートン卿ウォルター・ド・ハリバートン（英語版）と結婚
- マードック・ステュアート（英語版） (1362–1425) オールバニ公。ジョアン・ダグラス、後レノックス女伯爵イザベル（英語版）と結婚
- マージェリー (Margery) キャンベル卿ダンカン・キャンベル（英語版）と結婚

マーガレットは1380年に死去。ミュリエル・キースと再婚。彼女との間に以下の3子を儲けた。
- ジョン・ステュアート (1381–1424) バカン伯爵
- ロバート・ステュアート ロス伯爵
- エリザベス・ステュアート(Elizabeth Stewart) マルコム・フレミングと結婚